# Savulivka, Orjîțea
Savulivka (în ucraineană Савулівка) este un sat în comuna Raiozero din raionul Orjîțea, regiunea Poltava, Ucraina.

## Demografie
Componența lingvistică a localității Savulivka
     Ucraineană (100%)
Conform recensământului din 2001, toată populația localității Savulivka era vorbitoare de ucraineană (100%).